# Književnost u 1975.
◄◄ | ◄ | 1972. | 1973. | 1974. | 1975.  | 1976. | 1977. | 1978. | ► | ►►
Arhitektura • Astronautika • Astronomija • Biologija • Film • Fotografija • Glazba • Kazalište • Kemija • Kiparstvo • Knjige • Književnost • Kršćanstvo • Meteorologija • Medicina • Planinarstvo • Politika • Pravo • Promet • Slikarstvo • Strip • Šport • Televizija • Znanost • Zrakoplovstvo • Željeznički promet
Književnost u 1975.

## Svijet

### Nagrade i priznanja
- Nobelova nagrada za književnost:

### Smrti
- 20. rujna – Saint-John Perse, francuski pjesnik i diplomat (* 1887.)

## Hrvatska i u Hrvata

### Smrti
- 13. ožujka – Ivo Andrić, književnik i diplomat (* 1892.)

## Vanjske poveznice
|  | Zajednički poslužitelj ima još gradiva o temi Književnost u 1975. |